# سیارک ۱۵۹۰۱۳
سیارک ۱۵۹۰۱۳ (به انگلیسی: 159013 Kyleturner، نامگذاری:2004TC21) صد و پنجاه و نه هزار و سیزدهمین سیارک کشف شده‌است که در ۱۵ اکتبر ۲۰۰۴ کشف شد.